# Barbara Ertl
Barbara Regina Ertl (ur. 27 stycznia 1982 w Benediktbeuern) – niemiecka biathlonistka, od 2006 roku reprezentuje Włochy. Mistrzyni Europy juniorów z 2002 roku, na tych samych zawodach zdobyła również trzy brązowe medale.

## Osiągnięcia

### Igrzyska Olimpijskie
| Rok  | Miejscowość | Miejsce | Konkurencja       |
| ---- | ----------- | ------- | ----------------- |
| 2006 | Turyn       | 38.     | bieg indywidualny |
| 2006 | Turyn       | 12.     | sztafeta          |

### Mistrzostwa Świata
| Rok  | Miejscowość | Miejsce | Konkurencja       |
| ---- | ----------- | ------- | ----------------- |
| 2008 | Östersund   | 52.     | bieg indywidualny |
| 2008 | Östersund   | 59.     | sprint            |
| 2008 | Östersund   | 54.     | bieg pościgowy    |
| 2008 | Östersund   | 10.     | sztafeta          |
| 2009 | Pjongczang  | 44.     | bieg indywidualny |

### Mistrzostwa Europy
| Rok           | Miejscowość          | Miejsce | Konkurencja       |
| ------------- | -------------------- | ------- | ----------------- |
| 2004 (letnie) | Clausthal-Zellerfeld | 2.      | sztafeta mieszana |
| 2005          | Nowosybirsk          | DNS     | bieg indywidualny |
| 2005          | Nowosybirsk          | 14.     | sprint            |
| 2005          | Nowosybirsk          | 15.     | bieg pościgowy    |
| 2005          | Nowosybirsk          | 4.      | sztafeta          |

### Mistrzostwa Europy Juniorów
| Rok  | Miejscowość | Miejsce | Konkurencja       |
| ---- | ----------- | ------- | ----------------- |
| 2002 | Kontiolahti | 3.      | bieg indywidualny |
| 2002 | Kontiolahti | 3.      | sprint            |
| 2002 | Kontiolahti | 3.      | bieg pościgowy    |
| 2002 | Kontiolahti | 1.      | sztafeta          |